# Thạch Sanh (truyện thơ)
Thạch Sanh (石生) là tên một truyện thơ Nôm Việt Nam, viết theo thể lục bát ra đời vào cuối thế kỉ 18, đầu thế kỉ 19 do một tác giả khuyết danh và được người dân kể lại dưới nhiều dị bản. Thạch Sanh đã trở thành hình tượng điển hình cho người tốt, hào hiệp, thật thà còn Lí Thông là hình tượng người xấu, gian xảo, tham lam trong văn hóa Việt Nam.

## Tổng quan
Hiện có ít nhất 3 dị bản truyện thơ Thạch Sanh, đều bằng thể lục bát, nhưng trình độ nghệ thuật không đồng đều. Bản có lời văn chải chuốt nhất và được lưu hành rộng rãi nhất, gồm 1.812 câu lục bát và 2 bài thơ đề từ (một bằng chữ Hán, một bằng chữ Nôm). Bản in xưa nhất hiện còn được xuất bản vào năm Duy Tân thứ 6 (1912). Nội dung truyện thơ Thạch Sanh và truyện cổ tích có cùng tên khá giống nhau, nhưng truyện thơ ra đời muộn hơn.
Truyện Thạch Sanh thuộc loại truyện cổ tích thần kỳ, nằm trong một kiểu truyện rất phổ biến ở Đông Nam Á, đó là kiểu "Dũng sĩ diệt đại bàng (hay chằn tinh) cứu người đẹp". Có thể kể đến những truyện như Xin Xay ở Lào; Xanxênky, Thạch Sanh chém chằn ở Campuchia; Ramayana ở Ấn Độ; Cô gái tóc thơm, Hai ông vua giao chiến của người Thái...
Ở Việt Nam, kiểu truyện này còn xuất hiện trong các câu chuyện cổ, như truyện Chàng Rôk của người Kor; Rok và Xét của người Ba Na; Đơm Tơrít của người Cơ Tu, Azit đánh bại đại bàng của người Gia Rai...Đối với người Kinh, đề tài này không những xuất hiện trong truyện cổ tích, truyện thơ mà nó còn được dàn dựng thành phim, thành kịch; và còn xuất hiện trong tranh Đông Hồ.

## Nội dung
Ngày xửa ngày xưa ở quận Cao Bình có gia đình bác tiều phu nghèo Thạch Nghĩa, vợ chồng tuổi cao mà vẫn không con. Ông bà tuy nghèo nhưng luôn ra sức làm việc nghĩa. Ông thì sửa cầu, sửa cống, khơi rãnh, đắp đường. Bà thì nấu nước cho người qua đường uống. Việc làm của gia đình họ Thạch thấu đến trời, Ngọc Hoàng liền sai Thái tử đầu thai xuống trần làm con nhà họ Thạch. Bà Thạch thụ thai ba năm, chưa sinh con thì ông Thạch mất. Sau đó, bà Thạch sinh một con trai khôi ngô tuấn tú, đặt tên là Thạch Sanh. Cách ít năm sau, bà Thạch cũng mất, Thạch Sanh sống côi cút một mình trong túp lều tranh dưới gốc đa với một mảnh khố che thân và một cái búa đốn củi. Đến năm Thạch Sanh mười ba tuổi, Ngọc Hoàng sai tiên ông xuống dạy cho chàng các môn võ nghệ và mọi phép thần thông.
Đến một ngày nọ, có một người làm nghề nấu rượu tên là Lí Thông, đi bán rượu ghé vào gốc đa nghỉ chân, thấy Thạch Sanh khỏe mạnh, lanh lợi, ở một mình, bèn kết nghĩa anh em với Thạch Sanh. 
Khi đó trong vùng có một con Chằn tinh hung hãn thường bắt người ăn thịt, quan quân nhiều lần vây đánh nhưng không được vì nó có phép thần thông biến hóa, không còn cách nào khác nên dân làng liền lập miếu thờ và hàng năm phải nộp cho nó một mạng người thì mới được yên ổn làm ăn. 
Năm ấy, đến lượt Lí Thông phải nộp mạng. Lí Thông bèn tính kế Thạch Sanh thế mạng cho mình. Thạch Sanh đã chiến đấu và giết chết được Chằn tinh, nhưng bị Lí Thông đoạt công, và Lí Thông được nhà vua phong làm đô đốc. Bấy giờ có công chúa xinh đẹp đang tuổi kén chồng, một hôm bị con yêu tinh Đại bàng sà xuống cắp đi mất. Buồn rầu, nhà vua truyền cho Lí Thông đi tìm, và hứa khi tìm được sẽ gả công chúa và truyền ngôi cho. Lúc công chúa lâm nguy, Thạch Sanh đang ở bên gốc đa, bỗng nhìn thấy Đại bàng cắp người bay qua, liền giương cung bắn trúng một cánh. Lần theo vết máu, Thạch Sanh biết được cái hang ẩn náu của Đại bàng.
Để cứu công chúa, Lí Thông tìm đến Thạch Sanh. Nghe Thạch Sanh biết được nơi ẩn náu của Đại bàng, Lí Thông liền nhờ Thạch Sanh tìm cách giải cứu. Nhưng đến khi Thạch Sanh xuống tìm rồi ròng dây đưa được công chúa lên khỏi hang, thì Lý Thông liền cho quân lính lấy đá lấp kín cửa hang, mưu giết chết Thạch Sanh để tranh công lần nữa. Trong hang, Thạch Sanh đã đánh nhau một trận dữ dội và giết chết Đại bàng, cứu được thái tử con vua Thủy Tề. Để đền ơn, vua Thủy Tề mời Thạch Sanh xuống thủy cung chơi. Khi Thạch Sanh lên bờ, vua tặng chàng vô số châu báu nhưng chàng chỉ xin một cây đàn thần.
Vì oán Thạch Sanh, hồn Chằn tinh và đại bàng lấy trộm châu báu trong cung rồi vu cho chàng. Thạch Sanh bị tống giam. Trong ngục, chàng lấy cây đàn thần ra gảy để bày tỏ nỗi lòng.
Nói về công chúa, vì thấy Lí Thông sai lính lấp hang, mưu hại Thạch Sanh, nên uất ức hóa câm. Nay nghe được tiếng đàn của Thạch Sanh, công chúa bỗng nói nên lời. Nghe con giải bày, nhà vua truyền cho Thạch Sanh đến. Sau khi rõ mọi chuyện, nhà vua truyền lệnh bắt giam mẹ con Lí Thông, nhưng được Thạch Sanh xin tha cho. Trên đường trở về, mẹ con Lí Thông bị sét đánh chết tươi, hóa kiếp thành bọ hung.
Phần dũng sĩ Thạch Sanh, nhà vua cho chàng kết hôn cùng công chúa. Tức giận vì trước đây bị công chúa từ chối lời cầu hôn, thái tử 18 nước chư hầu cùng kéo quân sang đánh. Thạch Sanh lại đem cây đàn thần ra gảy. Tiếng đàn làm quân đối phương rã rời vì nhớ quê, nhớ vợ con,... nên không đánh cũng tan. Trước khi rút về nước, đội quân đông đảo ấy còn được Thạch Sanh cho ăn một bữa cơm. Niêu cơm tuy nhỏ nhưng ăn bao nhiêu cũng không hết.
Về sau do vua không có con nên Thạch Sanh được phong làm vua và sống hạnh phúc mãi mãi với công chúa.

## Nhận xét
Do loại nhân vật ra đời trong xã hội đã có giai cấp. Chàng thuộc tầng lớp nghèo khổ, hiền lành, thật thà, cả tin (gần với hình ảnh một nông dân nghèo); trước khi có được hạnh phúc và địa vị cao sang. Mặc dù vậy, quan hệ xã hội ở đây cũng hãy còn mộc mạc; những suy nghĩ, ham muốn của con người trong truyện chưa mấy phức tạp.
Hiện bản truyện thơ Thạch Sanh được phổ biến nhất, có ngôn ngữ bình dị nhưng không kém tinh tế. Nhiều đoạn giàu hình ảnh như đoạn Thạch Sanh xuống thăm thủy phủ, đoạn miêu tả năng lực thần kỳ của cây đàn thần...
Giới thiệu truyện thơ Thạch Sanh, trong Từ điển bách khoa Việt Nam có đoạn:
Cốt truyện thơ Nôm Thạch Sanh (bản được lưu hành rộng rãi nhất trong ba bản), dựa trên truyện cổ tích thần kỳ cùng tên. Truyện kể về cuộc đời của nhân vật dũng sĩ Thạch Sanh trải qua nhiều thử thách lớn lao và đạt được nhiều kỳ tích. Chủ đề phong phú, kết cấu tập trung.
Truyện này tiếp thu nhiều mô típ của văn học dân gian có quan hệ với sinh hoạt văn hoá xã hội cổ đại. Yếu tố kỳ ảo của cổ tích kết hợp với yếu tố hiện thực, đã phản ánh cuộc sống người lao động trong xã hội trung đại. Ngôn ngữ tự sự, bình dị mà không kém phần tinh tế. Cảm hứng nhân văn sâu xa, bút pháp và ngôn ngữ nghệ thuật đa dạng tạo nên một nhân vật kết tinh phẩm chất của ba hình tượng anh hùng sản xuất, anh hùng văn hoá, anh hùng chiến đấu thời cổ đại xa xưa và cả hình tượng người nông dân đấu tranh chống tham tàn, chống ngoại xâm thời trung đại gần gũi với độc giả Việt Nam. Một hình tượng vừa có tính chất phổ quát vừa giàu màu sắc dân tộc. Thạch Sanh là một trong những tác phẩm hàng đầu của truyện thơ Nôm bình dân.

## Sách tham khảo
- Chu Xuân Diên, mục từ "Thạch Sanh" trong Từ điển văn học (bộ mới). Nhà xuất bản Thế giới, 2004.
- Thạch Sanh (truyện thơ) tại Từ điển bách khoa Việt Nam
- 石生新傳 - Thạch Sanh tân truyện, 1917 Kho tàng thư tịch cổ Hán Nôm, thư viện Quốc gia Việt Nam